# Ligoure
La Ligoure est une petite rivière française de la Haute-Vienne, affluent de rive gauche de la Briance (qui se jette dans la Vienne).

## Géographie
D'une longueur de 21,2 kilomètres, elle prend sa source près de la commune de La Roche-l'Abeille, commune du sud du département et se jette, après un trajet sud-nord d'une quinzaine de kilomètres environ, dans la rivière Briance juste en aval de l'éperon rocheux portant le château de Châlucet.
Elle traverse les communes de Saint-Priest-Ligoure (Haute-Vienne) et Saint-Jean-Ligoure (Haute-Vienne).
Elle traverse également un petit massif de diorites, granitoïde ne contenant que très peu de quartz.

## Étymologie
Ligoure est dérivé du gaulois liga, "boue qui se dépose, lie".